# 開枱
《開枱》是香港亞洲電視遊戲節目，於1989年4月10日首播，以香港麻雀為主題，由現場觀眾中抽出參加者，以不同的麻雀遊戲競賽，累積最高分數者可獲得獎金。同時，最高分數者與被選中的家庭觀眾可以參與抽獎環節，奪取累積的「雀多寶」獎金。累積獎金曾高達91萬港元（1989年12月26日）。
1990年3月30日播出最後一集後，亞視表示本節目會小休一段時間，但最終沒有復播。而約半年後，開播另一套類似的麻雀節目《冧莊》。

## 競賽內容
競賽部分最初由程嵐主持，後來於1989年5月29日加入劉志榮和安德尊。在1990年2月26日至3月9日因為程嵐前往泰國休假，期間首週由陳迪華、次週由吳嘉文暫代，至3月12日恢復由程嵐主持，直至節目結束。

### 第一輯
1989年4月10日起逢星期一至五晚上8點05分播出：
四方迷城
四人對戰，各有四張牌，只有一種花色，參加者在時限內輪流與上家交換一張牌，最早完成牌型者（一面子和一對眼）勝出，可得到四分跟獎金500港元；若在時間完結仍沒有人勝出，則得分與獎金將會平分。（時間限制最初為120秒，1989年5月29日起改為90秒）
甩牌龍虎榜
參加者輪流於30秒內，蒙著眼隨意摸在檯上的牌，只靠手指觸摸說出牌面，說中牌面較多的參加者將得到較高的分（一般四人得分為2分、4分、6分和8分），而說中牌面最多者則可獲獎金500港元（多於一人最多則獎金平分）。
台主爭霸戰
四人分兩組以十隻香港麻雀不計時對戰，分數最高的兩名再對戰決出台主，勝出的台主可獲獎金500港元並可參加《雀多寶》。比賽用的牌只有筒索萬中的兩種和番子，胡出的牌型至少要有3翻（不計門風牌翻數），胡出者以翻數計分。
週一至週四勝出的四位台主於週五再參加節目，而在週五勝出則可獲1000港元並可再次參加《雀多寶》。

### 第二輯
1989年10月2日起逢星期一至五晚上10點05分播出：
雀雀爭先
麻雀問題搶答，在90秒內主持人發問有關麻雀或本節目的問題，四人按掣搶答，答對加一分，答錯減一分，答錯的問題則其餘三家有再搶補答一次的機會 （答案二選一的選擇題則沒有補答）。最高分者可得到獎金500元，總分數則由低至高評為1分、2分、3分和4分。
甩牌龍虎榜
參加者輪流於30秒內，蒙著眼摸從洗牌機洗出的24隻牌，只靠手指觸摸說出牌面，每說中一隻牌都有一定數量的獎金，說中牌面較多的參加者將得到較高的（一般四人得分為1分、2分、3分和4分）。獎金公式為10×∑n（n為隻數，以等差數列求和後再乘十倍），沒有說中任何牌為無獎金，說最少1隻牌為10×(1)=10港元，最多24隻為10×(1+2+3+…+22+23+24)=3000港元。
1989年10月23日起回復為第一輯的模式，獎金為每隻50港元。另外設有最高記錄特別獎，說中與當晚記錄相同的隻數另外可獲1000港元，超過當晚記錄則另外可獲3000港元。
台主爭霸戰
將四人之前兩回合的總分由低至高重新評為1分、2分、3分、4分作為底分。然後分兩組以十隻香港麻雀不計時對戰，分數最高的兩名再對戰決出台主，勝出的台主可獲獎金500港元並可參加《雀多寶》。比賽用的牌只有筒索萬中的兩種、番子、以及1花和2花，胡出的牌型至少要有1翻，而最高只計到4翻，胡出者以翻數計分。
週一至週四勝出的四位台主於週五再參加節目，而在週五勝出則可獲1000港元並可再次參加《雀多寶》。

### 第三輯
1990年2月5日起逢星期一至五晚上8點30分播出：
十三幺對對糊
四人以副只有么九和番子的麻雀進行對戰，而每種牌各有五隻，開始時各人有七張牌，最早完成牌型者（兩刻子和一對眼）勝出，可得到四分跟獎金500港元，落敗的三家則各得一分。
甩牌龍虎榜
參加者輪流於30秒內，蒙著眼隨意摸在檯上的牌，只靠手指觸摸說出牌面，每說中一隻可獲獎金50港元，而說中牌面較多的參加者將得到較高的分（一般四人得分為1分、2分、3分和4分）。另外設有最高記錄特別獎，說中與當晚記錄相同的隻數另外可獲1000港元，超過當晚記錄則另外可獲3000港元。
台主爭霸戰
將四人之前兩回合的總分由低至高重新評為1分、2分、3分、4分作為底分。然後分兩組以十隻香港麻雀不計時對戰，分數最高的兩名再對戰決出台主，勝出的台主可獲獎金500港元並可參加《雀多寶》。比賽用的牌只有筒索萬中的兩種、番子、以及1花和2花，胡出的牌型至少要有1翻，而最高只計到4翻，胡出者以翻數計分。
週一至週四勝出的四位台主於週五再參加節目，而在週五勝出則可獲1000港元並可再次參加《雀多寶》。

### 最後特別版
1990年3月30日星期五晚上8點30分播出：
雀林聚寶
把現場觀眾分為兩組，各組各抽出四位參加者，開始時兩組各有一副含四個不同對子的清一色牌，然後由一名組長負責理牌，其餘三個組員輪流在發泡膠池裏尋找與自己對子相同的牌，交給組長配對成刻子。最快配對到三個刻子的組別為勝出，屬於該組的所有觀眾均可獲現金獎。
甩牌龍虎榜
在兩組現場觀眾各抽出兩位參加者，再將在雀林聚寶勝出的四位各分配兩位到該兩組代表，然後各組的四人輪流在30秒內蒙著眼隨意摸在檯上的牌，只靠手指觸摸說出牌面。而說中牌面總數較多的組別為勝出，屬於該組的所有觀眾均可獲相當於每隻50港元的獎金，並可在最後的《雀多寶》優先選牌。

## 其他環節
由簡而清主持：
- 《麻雀博士》（星期一至四），講解麻雀知識。第一輯主要講解世界各地稀奇的麻雀玩法，第二輯則以打牌技巧為主。
- 《麻雀法庭》（逢星期五），為來信查詢麻將問題的觀眾提供意見。

## 雀多寶

### 第一版
1989年4月10日開始，首次登場由一萬元起算，如果當晚送出累積獎金，下一集則重新由一萬元起算；否則未送出累積獎金的話下一集累加一萬。
由主持人透過電話代理被抽中的家庭觀眾遊玩，當晚的台主與家庭觀眾各自按動骰子燈板，亮出的點數總和較高者可以先攻。開始時有兩副只聽一隻的手牌，先攻者可以先選一副為自己的聽牌，未被選的一副則會作為後攻者的聽牌，然後按次序分三輪各自在蓋上的24隻牌上挑選一隻，如果在第一輪選中自己聽牌則可獲累積獎金，第二輪才選中則可獲1500港元，第三輪才選中則可獲1000港元，如果三輪過後都不能選中聽牌，則可獲安慰獎500港元。
送獎記錄
送過兩次均超過$100,000，最後一次於1989年5月18日送出。（過程待查，兩次合計共送出$290,000）

### 第二版
1989年6月5日開始，承接之前版本累積的11萬元，首次登場由12萬元起算，如果當晚送出累積獎金，下一集則重新由一萬元起算；否則未送出累積獎金的話下一集累加一萬。
由委託的監察人透過電話代理被抽中的家庭觀眾遊玩，當晚的台主與家庭觀眾各自按動骰子燈板，亮出的點數總和較高者可以先攻。按次序各自在蓋上的34隻牌上挑選一隻作為自己的聽牌，然後按次序轉動幸運金輪，如果轉中自己的聽牌則可奪得累積獎金，轉中對方的聽牌則對方可獲3000港元，轉中「百搭」則自己可獲3000港元，轉中花牌則可重轉一次，轉中與自己的聽牌同一花色的牌可選擇獲取1000港元或重轉一次，其他以外的牌則無任何獎金。如果在本環節沒有得到任何獎金，則可獲安慰獎500港元 （曾經轉到同一花色而選擇重轉仍失敗者則無任何安慰獎）。

送獎記錄
- 1989年9月20日，送出$890,000，家庭觀眾從蓋牌抽到伍萬並且轉中，獨得累積獎金。[11]

### 第三版
1989年10月2日開始，首次登場由30萬元起算（不承接之前版本累積的7萬元），如果當晚送出累積獎金，下一集則重新由一萬元起算；否則未送出累積獎金的話下一集累加一萬。
由主持人透過電話代理被抽中的家庭觀眾遊玩，擲骰和幸運金輪的部份與第二版一樣，不同在於選聽牌的部份：改為各自從五隻蓋上的牌選擇一隻，其中一隻為「雙飛」而其餘四隻為「獨聽」，選中「雙飛」者可以在全部34種麻雀牌中任意指定兩種不同的聽牌，選中「獨聽」則只可以選一種。
送獎記錄
- 1989年12月26日，送出$913,000，家庭觀眾從蓋牌抽到雙飛，再指定聽伍萬和五索，對方台主轉到伍萬令家庭觀眾先獲$3,000，然後家庭觀眾自己再轉到五索再獲$910,000。[12]
- 1990年1月3日，送出$60,000，家庭觀眾獨得。（過程待查）
- 1990年2月1日，送出$210,000，現場觀眾從蓋牌抽到雙飛再指定聽三萬和一筒，家庭觀眾則抽到獨聽再指定聽五索，現場觀眾首先轉中一筒，及後家庭觀眾轉中五索，結果平均瓜分累積獎金，各得$105,000。[13]
- 1990年2月26日，送出$170,000，現場觀眾從蓋牌抽到雙飛再指定聽南風和二筒，並且轉中二筒，獨得累積獎金。[3]
- 1990年2月28日，送出$20,000，現場觀眾從蓋牌抽到雙飛再指定聽八萬和三筒，並且轉中八萬，獨得累積獎金。[14]
- 1990年3月22日，送出$150,000，現場觀眾從蓋牌抽到獨聽再指定聽五索，並且轉中五索，獨得累積獎金。[5]
- 1990年3月28日，送出$30,000，現場觀眾從蓋牌抽到獨聽再指定聽五筒，並且轉中五筒，獨得累積獎金。[15]
- 1990年3月29日，送出$10,000，現場觀眾從蓋牌抽到雙飛再指定聽南風和白板，並且轉中白板，獨得累積獎金。[16]

### 最後特別版
1990年3月30日登場，獎金為一萬元。
當晚在《甩牌龍虎榜》勝出的組別派出成績最好的兩位組員遊玩，主持人則透過電話代理被抽中的家庭觀眾遊玩，開始時有34隻蓋上的牌，首先家庭觀眾會獲得一張「百搭」、另外挑選兩隻作為自己的聽牌，之後由勝出的組別挑選16隻牌作為該組的聽牌，剩下的16隻牌則為落敗組的聽牌。接著由主持人轉動幸運金輪決定獎金誰屬，轉中誰的聽牌則誰的組別的觀眾可瓜分獎金。